# Pierre Beauchamp

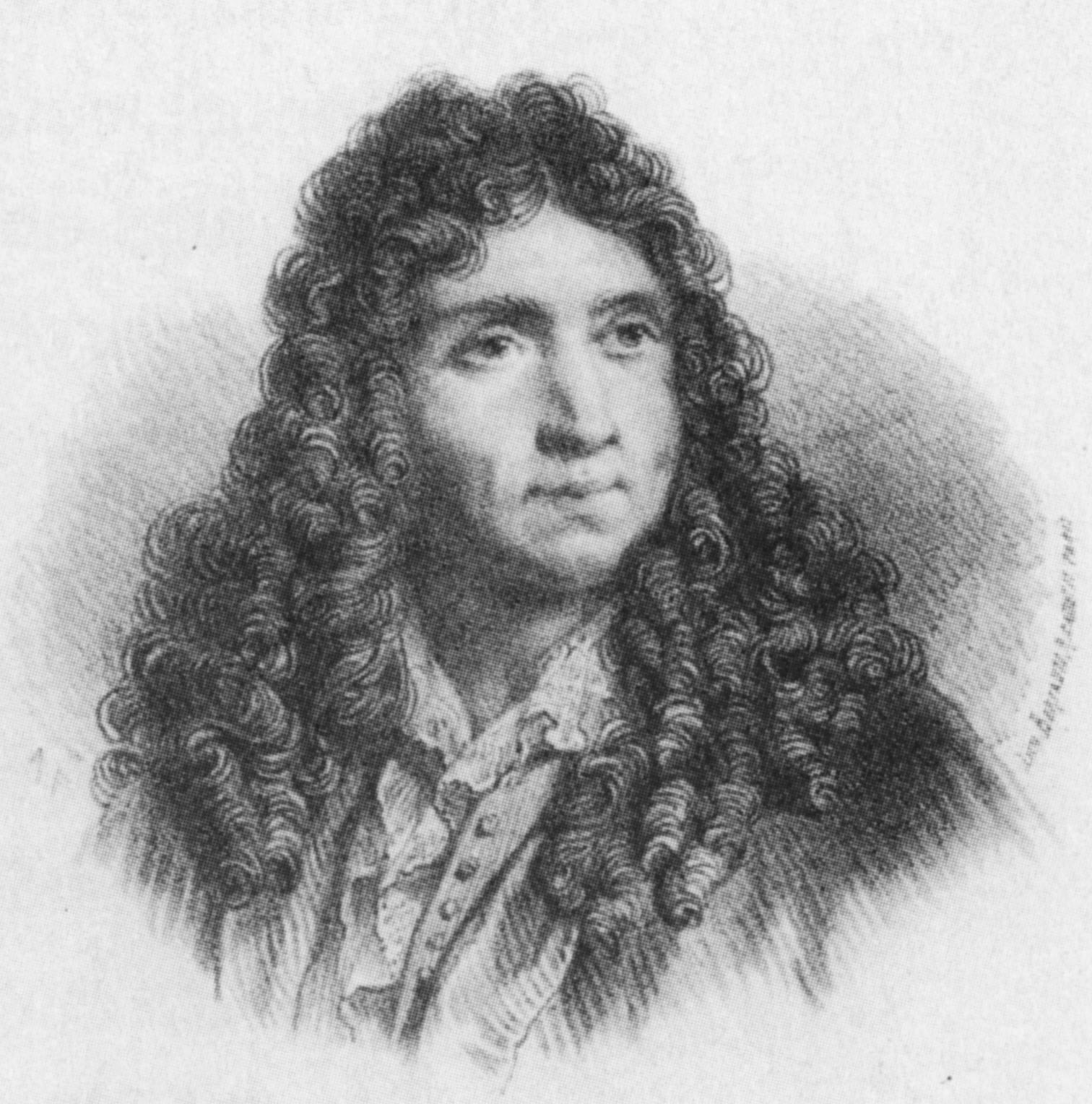
Pierre Beauchamp

Pierre II Beauchamp (o Beauchamps), spesso erroneamente chiamato anche Charles-Louis (Versailles, 30 ottobre 1631 – Parigi, febbraio 1705) è stato un danzatore, coreografo e musicista francese, dal 1680 direttore dell'Académie royale de danse fondata da Luigi XIV nel 1661.

## Biografia
Discendente di una famiglia di violinisti e maestri di danza del XVII secolo (figlio del danzatore e violinista Louis Beauchamp e nipote di Pierre I), ha avviato la tradizione francese della "danza nobile".
Alla guida dell'Académie de Danse dal 1680 al 1687, ha fissato il principio dell'en dehors e ha codificato le cinque posizioni dei piedi della danza accademica - peraltro già menzionate dai maestri italiani del Rinascimento - eleggendole a norma per l'inizio e la fine di ogni passo (queste posizioni, così come il principio dell'en dehors, sono tuttora in uso). Creò anche un sistema di notazione della danza, che fu dato alle stampe con il titolo Chorégraphie ou Art de décrire la dance par caractères, signes et figures démonstratives (1700) ad opera del suo allievo Raoul-Auger Feuillet, che se ne attribuì il merito. 
In realtà Beauchamp non ha lasciato alcuna pubblicazione e c'è qualche dubbio anche sulla data della sua nascita (per alcuni storici il 1631, per altri il 1636). Lo storico francese Paul Bourcier sostiene che sono però certe le seguenti informazioni:
1. ha danzato a corte nel 1648 nel Ballet du dérèglement du plaisir;
2. è divenuto maestro di danza del re nel 1650;
3. è stato il coreografo del Ballet du temps nel 1654.

Allora Beauchamp dimostrerebbe una precocità poco verosimile e bisognerebbe spostare la data della sua nascita al 1626.
In ogni caso discendeva da una famiglia qualificata nelle discipline musicali e coreutiche: il nonno Pierre I era rinomato come danzatore e faceva parte della corporazione dei maestri di danza, il padre Louis era un bravo danzatore e faceva parte della bande de violon del re.
Beauchamp, nominato maestro di danza del re, divenne ben presto "compositore dei balletti di Sua Maestà", titolo che giustifica il suo lavoro in tutti i ballets de cour a partire dal 1665 e in tutte le comédies-ballets di Molière. Inoltre Giovan Battista Lulli (violinista, compositore e coreografo fiorentino, poi francesizzato in Jean-Baptiste Lully), dopo la morte del commediografo gli chiese di lavorare con lui per i balletti delle tragédies en musique e questa collaborazione durerà fino al (1687), data della morte di Lulli e del ritiro di Beauchamp.
Insieme a Lulli ha partecipato come coreografo e danzatore al Ballet Royal du jour et de la nuit, un capolavoro del genere del ballet de cour andato in scena il 23 febbraio 1653 al Petit Bourbon. Questo balletto fu un vero e proprio esempio di kermesse di numeri di danza, cui prese parte Luigi XIV in persona interpretando il ruolo del "Sole nascente", cosa che gli valse l'appellativo di "Re Sole". Nominato "sovrintendente dei balletti del re", assieme al commediografo Molière con Les Facheux (1661) inaugurò la comédie-ballet, un nuovo genere di teatro caratterizzato dall'unione di recitazione e danza, anche se ancora in forma frammentaria, perché i balletti fungevano da intermezzi tra un atto e l'altro. Beauchamp ne compose le danze e le musiche. La comédie-ballet ebbe una forma più compiuta e organica nel rapporto tra parti recitate e parti danzate con Le Bourgeois gentilhomme (Il borghese gentiluomo) (1670) degli stessi Molière e Beauchamp, cui si aggiunse Lulli per le musiche. La comédie-ballet, avallata dal Re Sole, insieme alla tragédie-ballet e all'opéra-ballet, sostituì presto il ballet de cour.

I principi che guidarono il suo operato come direttore dell'Académie Royale de Danse erano gli stessi di tutti gli artisti ufficiali del tempo: imporre regole universalmente riconosciute. Il suo sistema tendeva alla bellezza delle forme, alla loro conformità a un canone fisso e di conseguenza alla loro rigidità. Questo darà per risultato lo sviluppo del virtuosismo (l'esito normale del primato della forma è il virtuosismo) e quindi del professionismo, tuttavia la bellezza formale, l'adesione alle regole, la virtuosità a lungo andare porteranno all'aridità (la ripetizione dell'identico uccide l'ispirazione). Beauchamp comunque lavorava sui passi (preesistenti) delle danze di corte e conferiva loro regole e bellezza formale. In altre parole spingeva al massimo dello sviluppo un movimento "naturale" rendendolo forzatamente "artificiale".
Beauchamp ha anche creato le danze per le opere Pomone su musiche di Robert Cambert e su incarico di Pierre Perrin (direttori dell'Académie de l'Opéra - o Académie Royale de Musique, istituita nel 1669 che però durò pochi anni) e la prima tragédie en musique di Lulli Cadmus et Hermione (1673). Nel 1681 ha danzato una entrée travestito da donna (en travesti) con il Gran Delfino di Francia nella prima versione del balletto Le Triomphe de l'Amour di Lulli, rappresentata il 21 gennaio nel palazzo reale di Saint-Germain-en Laye.
Su invito di Luigi XIV, Beauchamp ha inoltre ideato un sistema di notazione dei passi della danza, senza peraltro pubblicare nulla in proposito. Questo sistema è stato invece reso noto dal suo allievo Raoul-Auger Feuillet nel trattato Chorégraphie, ou l'art de décrire la danse par caractères, figures et signes démonstratifs, pubblicato nel 1700. Feuillet aveva attribuito il merito dell’ideazione a se stesso e non al maestro, perciò Beauchamps si è rivolto al Gran Consiglio del Re, che gli ha riconosciuto la paternità del metodo e che quindi gli studiosi hanno chiamato “sistema Beauchamps-Feuillet”.

## Opere
Con Molière e Lulli
- Les Fâcheux, coreografia, libretto, musica (1661)
- Le Mariage forcé (1664)
- Le Bourgeois gentilhomme, coreografia (1669)
- Les Amants magnifiques, coreografia (1670)
- Psyché, coreografia (1671)
- Le Malade imaginaire, coreografia (1673)

Creazione di danze per Pierre Perrin
- Pomone (1671)

Coreografie per Lulli
- L'Impatience (1661)
- La Naissance de Vénus (1665)
- Alceste (1674)
- Atys (1676)
- Isis (1677)
- Le Triomphe de l'amour, con Pécour (1681)
- Ballet de la jeunesse (1686)